# 假乳黄杜鹃
假乳黄杜鹃（学名：Rhododendron rex sp. fictolacteum）为杜鹃花科杜鹃花属下的一个亚种。